# 堀割川
座標: 北緯35度25分3秒 東経139度37分35.9秒 / 北緯35.41750度 東経139.626639度

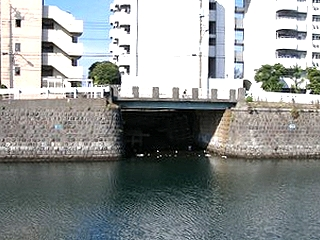
水運が盛んだった当時の名残。ヘルムドックの水門跡 2007年（平成19年）4月6日撮影

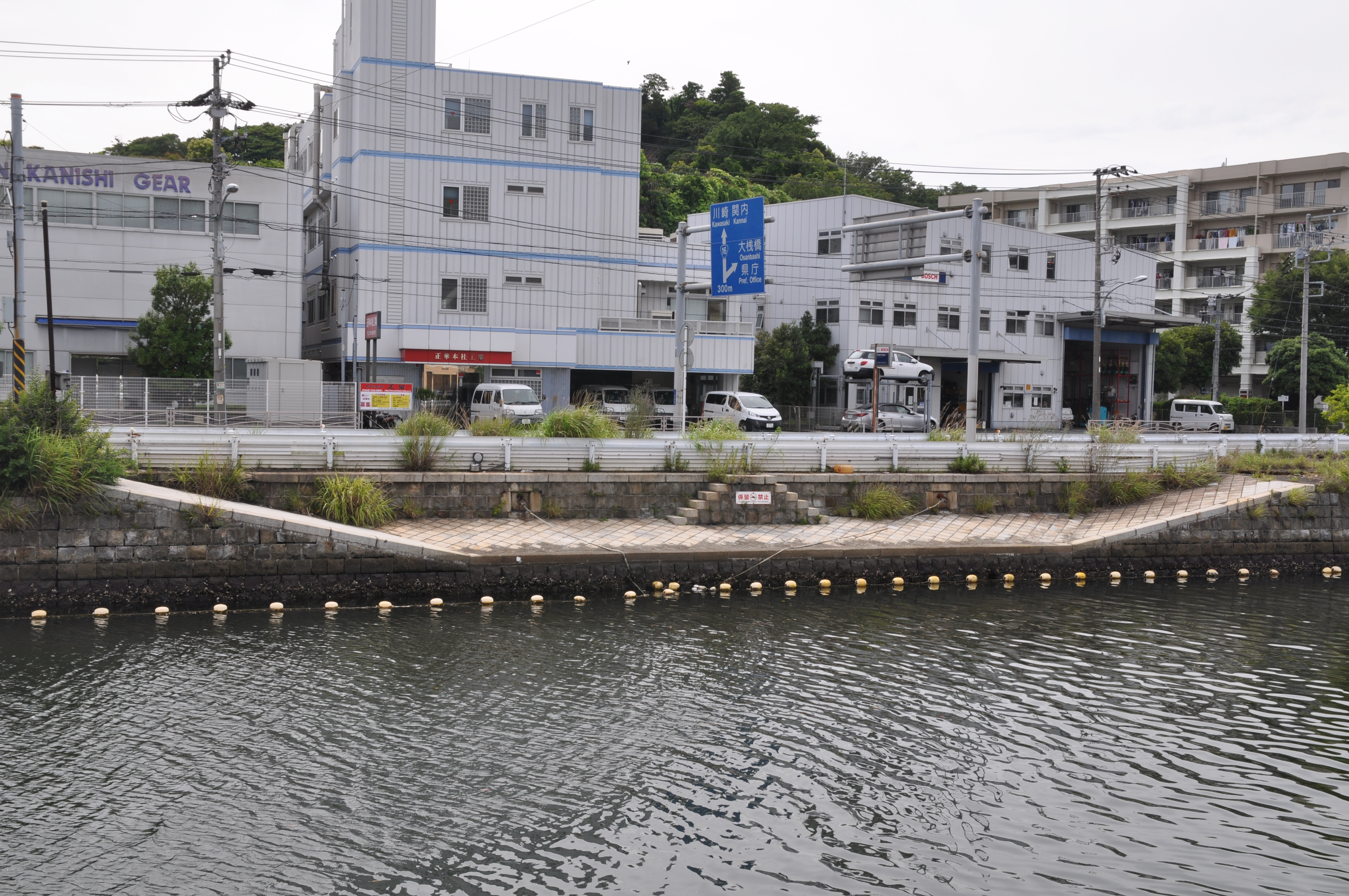
横浜に唯一残った堀割川の荷揚場（南区堀ノ内町一丁目、 2021年（令和3年）6月18日）

堀割川（ほりわりがわ）は、神奈川県横浜市南区から磯子区を流れ、根岸湾に注ぐ流域全長2700mの二級河川。大岡川の分流である。明治時代に作られた運河（人工河川）で、横浜港発展に大きな役割を果たした。

## 地理
神奈川県横浜市南区中村町付近で中村川から分かれる。南に流れ、磯子区原町と磯子区磯子の境界から根岸湾に注ぐ。
中村橋から八幡橋にかけて、右岸に国道16号線が通る。川の上に首都高速磯子線を建設する計画があるが、本牧JCTが改良された現在では、実際に建設される見込みは低い。
地元住民の手で川岸に桜並木が作られ、今でもその一部が残っている。坂下橋付近の国道の下にはかつての造船所（ヘルムドック）の水門跡が残り、水運が盛んだった当時の様子を物語っている。横浜で唯一残っている物揚場がみられる。川沿いには中小の工場があり、現在でも一部で水運に用いられている。

## 歴史
1870年、横浜港と根岸湾とを結ぶ水運と、吉田新田埋立用土砂確保のため、当時の神奈川県知事の井関盛艮が工事請負人を募った。吉田新田を開拓した吉田勘兵衛の子孫がこれに応じ、今の中村橋付近の丘陵を切り下げ、中村川から根岸湾まで運河を開削。その土砂で、当時の「一つ目沼」、のちに根岸線と横浜駅根岸道路の間の吉浜町・松影町・寿町・翁町・扇町・不老町・万代町・蓬莱町となる湿地帯の埋立を行った。滝頭波止場（現在は動物検疫所となっている）が大波で破損するなどしたものの、1874年に完成した。2010年度には土木学会選奨土木遺産に認定された

## 流域の自治体
神奈川県
横浜市南区、磯子区

## 橋梁
- 首都高速狩場線
- 中村橋
- 天神橋
- 根岸橋
- 坂下橋
- 磯子橋
  - 磯子橋人道橋
- 八幡橋（市道山下本牧磯子線）
- JR根岸線：河口付近
- 首都高速湾岸線：河口付近

## メディアでの登場
- テレビ朝日の紀行番組『ちい散歩』で、地井武男が当河川を訪れている。根岸編、2011年9月13日放送[3]
- 刑事ドラマ『俺たちの勲章』で、堀割川の橋を主人公が歩いていくシーンを望遠レンズで撮っている。